# Huetter
Huetter és una població dels Estats Units a l'estat d'Idaho. Segons el cens del 2000 tenia 96 habitants.

## Demografia
Segons el cens del 2000, Huetter tenia 96 habitants, 37 habitatges, i 21 famílies. La densitat de població era de 3.706,6 habitants/km².
Dels 37 habitatges en un 29,7% hi vivien nens de menys de 18 anys, en un 35,1% hi vivien parelles casades, en un 8,1% dones solteres, i en un 43,2% no eren unitats familiars. En el 27% dels habitatges hi vivien persones soles el 5,4% de les quals corresponia a persones de 65 anys o més que vivien soles. El nombre mitjà de persones vivint en cada habitatge era de 2,59 i el nombre mitjà de persones que vivien en cada família era de 2,62.
Per edats la població es repartia de la següent manera: un 19,8% tenia menys de 18 anys, un 21,9% entre 18 i 24, un 34,4% entre 25 i 44, un 17,7% de 45 a 60 i un 6,3% 65 anys o més.
L'edat mediana era de 30 anys. Per cada 100 dones de 18 o més anys hi havia 148,4 homes.
La renda mediana per habitatge era de 21.250 $ i la renda mediana per família de 22.083 $. Els homes tenien una renda mediana de 28.750 $ mentre que les dones 51.250 $. La renda per capita de la població era de 9.121 $. Aproximadament el 23,8% de les famílies i el 30,9% de la població estaven per davall del llindar de pobresa.

## Poblacions properes
El següent diagrama mostra les poblacions més properes.